# Karel Laštovka
Karel Laštovka (14. prosince 1876 Kolín – 10. června 1941 Praha) byl český právník, profesor správního práva a správní vědy, rektor Univerzity Komenského v Bratislavě a děkan její právnické fakulty.

## Život a působení
Narodil se rodiny poštovního úředníka, studoval na gymnáziu v Táboře a poté na české právnické fakultě v Praze, kde byl roku 1900 promován doktorem práv. V praxi začínal na finančním ředitelství, pak působil v silničním a obecním referátu českého zemského výboru. Teoretickým otázkám veřejné správy se začal věnovat o něco později. První krátké práce, zejména o problematice veřejných cest, publikoval ve Správním obzoru, kde se seznámil s Jiřím Hoetzelem, který časopis redigoval.
Laštovkova významnější činnost nicméně započala až po vzniku Československa. Spolu s Hoetzelem se na ministerstvu vnitra věnoval reformám československé veřejné správy směřujícím k župnímu zřízení. Výsledkem toho bylo první větší dílo Zákon župní (1925), především se ale na základě Hoetzelova doporučení už roku 1921 na pražské právnické fakultě habilitoval a ještě téhož roku byl jmenován řádným profesorem správního práva na nově zřízené právnické fakultě Univerzity Komenského v Bratislavě, kterou následně pomáhal budovat. Kromě správního práva zde vedl také semináře finančního a ústavního práva, po dvě funkční období (1921–1923 a 1928–1929) byl děkanem fakulty a pro roky 1924–1925 byl jmenován rektorem celé univerzity. Zasedal též ve slovenském zemském zastupitelstvu, byl členem Učené společnosti Šafárikovy, České akademie věd a umění nebo Slovanského ústavu. Publikoval ještě řadu různorodých prací v oblasti správního práva, zejména studii Vývoj organisace veřejné správy v republice československé (1925), za jeho životní dílo lze nicméně považovat Československé správní právo. Zvláštní část (1936), které vhodně navázalo na obecnou část sepsanou profesorem Hoetzelem. Také významně přispíval a byl redaktorem Slovníku veřejného práva československého.
Na rozdíl od ostatních českých profesorů nemusel Karel Laštovka samostatné Slovensko v roce 1939 opustit, neboť se zdejším prostředím velmi dobře srostl. Přesto se rozhodl vrátit a až do uzavření českých vysokých škol 17. listopadu 1939 přednášel na své alma mater.